# Jesie St. James
Jesie St. James (née en 1954 en Californie) est une actrice de films pornographiques américaine.

## Biographie
Jesie St. James a joué dans "l'Insatiable" avec Marilyn Chambers et John Leslie. Mais c'est son rôle dans le film "Easy" qui l'avait propulsée au rang de star. Elle a joué avec des stars comme Seka...
Dans le film Boogie Nights le personnage de Melora Walters "Jessie St Vincent" s'inspire en partie d'elle.
Elle est une "Legends of Porn" dans les années 80.

## Récompenses
- AVN Hall of Fame
- 1998 : XRCO Hall of Fame

## Filmographie sélective
- Easy (1978)
- Insane Desires (1978)
- Chopstix (1979)
- Blond Fire (1979)
- Tropic of Desire (1979)
- Fantasy World (1979)
- Insatiable (1980)
- Jesie St. James' Fantasies (1981)
- Talk Dirty To Me (1980)
- Blondes Have More Fun (1981)
- Center Spread Girls (1982)
- Swedish Erotica 46 (1983)
- Erotic Fantasies: Women With Women (1984)
- With Love Lisa (1986)
- Girls Who Were Porn's First Superstars (1999)
- Mature Women with Younger Girls 5 (2003)
- Big Clits Big Lips 7 (2004)
- Very Best of Dorothy LeMay (2006)
- Swedish Erotica 88 (2007)
- Ginger Lynn's Yours For The Asking (2007)